# Su-35 (航空機)
Su-35/Су-35
Su-35S
- 用途：戦闘機
- 分類：多用途戦闘機
- 設計者：スホーイ社
- 製造者：KnAAPO
- 運用者：
 ロシア（ロシア空軍）
 中華人民共和国（中国人民解放軍空軍）
- 初飛行：2008年2月19日
- 生産数：112機（2019年）[1][2]
- 運用開始：2014年
- 運用状況：現役
- ユニットコスト：8,300万-8,500万USドル（見積もり[3])
- 原型機：Su-27

Su-35（スホーイ35、スホイ35；ロシア語：Сухой Су-35スー・トリーッツァチ・ピャーチ）は、ロシア連邦のスホーイ社が開発し、Yu.A.ガガーリン記念コムソモーリスク・ナ・アムーレ航空機工場（KnAAZ）が製造する長距離多用途戦闘機。Su-27を発展させた第4++世代ジェット戦闘機であり、MAKS-2007航空ショーで発表された。NATOコードネームは「フランカー M（Flanker-M）」。

## 名称
Su-35BM、Su-35S、Su-27BM、Su-27SM2などと呼称されるが、Su-35BMというのは工場番号T-10BM（Т-10БМ）に由来し、末尾の｢BM（БМ）」「Bolshaya Modernizatsiya（Большая Модернизация：大規模近代化）」の頭文字で、Su-27（T-10）の大幅な近代化改良型であることを示す。
Su-35S（Су-35С）の末尾の｢S（C）」は「Seriinye（серийные：量産型）」の頭文字で、Su-35の量産型であることを示す。

## 開発
2003年、Su-27やSu-30とT-50のギャップを埋める輸出戦闘機として開発が開始された。しかし、資金不足から2003年のドバイ航空ショーに模型が出品された。計画の目的は、Su-27の機体にPAK FAに実装されるいくつかの特徴を組み込む第2段の近代化だった。設計段階では、2007年までに輸出可能であるとされていた。後にこの計画はPAK FA計画が資金不足に遭遇することへの懸念から開始されたことが報告された。
2007年にはSu-35上の設計作業が完了、その年の夏に最初の試作機の製造が開始された。完成後、Su-35-1は、その年のMAKS航空ショーで展示される前にジュコフスキー飛行場にあるM・M・グロモフ記念航空研究所に運ばれた。当時のスホーイのゼネラルデザイナーであったミハイル・ポゴシャンは、航空機が海外で大きな需要にあったとコメントし、ロシアは、いくつかの顧客の交渉としたこと、2010年から航空機を輸出することができることを述べた。
2008年2月半ば、Su-35-1がロールアウトされ、地上走行テストを実施した。そして同月19日、スホーイのテストパイロットであるセルゲイ・ボグダン操縦の元、チェイス・プレーンであるSu-30MK2を伴ってSu-35-1（S/N 901）が飛行した。55分間の飛行中、Su-35は、高度5,000メートル（16,000フィート）に達し、安定性、制御性、エンジンなどのテストが行われた。
初飛行後の次の日、試作機はプーチン大統領とメドベージェフ首相に地上展示された。
2008年10月2日、第一試作機の約40回の飛行を前に、KnAAPO（KnAAZの旧名称）のDzemgi空港において第二試作機であるSu-35-2（S/N 902）の飛行が実施された。Su-35は、7月初頭に防衛省と外国当局者の前で初のデモンストレーション飛行を行った。
2009年4月26日、Su-35の第四試作機がDzemgi空港でタキシング中に破壊された。航空機は、滑走路の終わりにあるバリアに激突、炎上した。パイロットのエフゲニー・フロロフは、脱出し、火傷や他のけがで病院に運ばれた。航空機は、3機目となる飛行試作機であると予想され、4月24日の初飛行を予定していたが、4月27日に延期されていた。事故の原因究明のため調査委員会を立ち上げられたが、いくつかのソースから、ブレーキの故障やある燃料ポンプの障害の結果であったことが推測された。
2009年11月、KnAAPOは最初の量産機の製造を開始した。スホーイは、2010年から2020年に毎年24機から30機の航空機が生産されるであろうと推定した。
2010年10月11日、最初のSu-35Sの組み立てが完了した。この時点で残りの2機の飛行試験機を使用しての予備飛行試験プログラムの飛行時間は、270時間を超え350時間に達していた。スホーイは、航空機が完全に最高速度、高度、レーダー探知距離と操縦性を含めすべての仕様とパラメータが一致したことを確認した。
2011年5月、最初のSu-35Sが、初飛行を行った。予備試験に続いて、国防省はさらに、武器などのシステムを精査するために6機のSu-35Sを伴う状態での共同試験を開始することが期待された。
2014年2月12日、最初のSu-35Sの納入が開始された。
2015年3月、IDEX-2015(IDEXはUAEで行われている武器見本市)でSu-35の"5世代型"の共同開発をすることをロシアとインドが合意したことが報じられた。詳細は明らかとなっていないが漢和ではSu-57の技術が生かされる可能性が高いと分析している。

## 機体・構造

### 機体

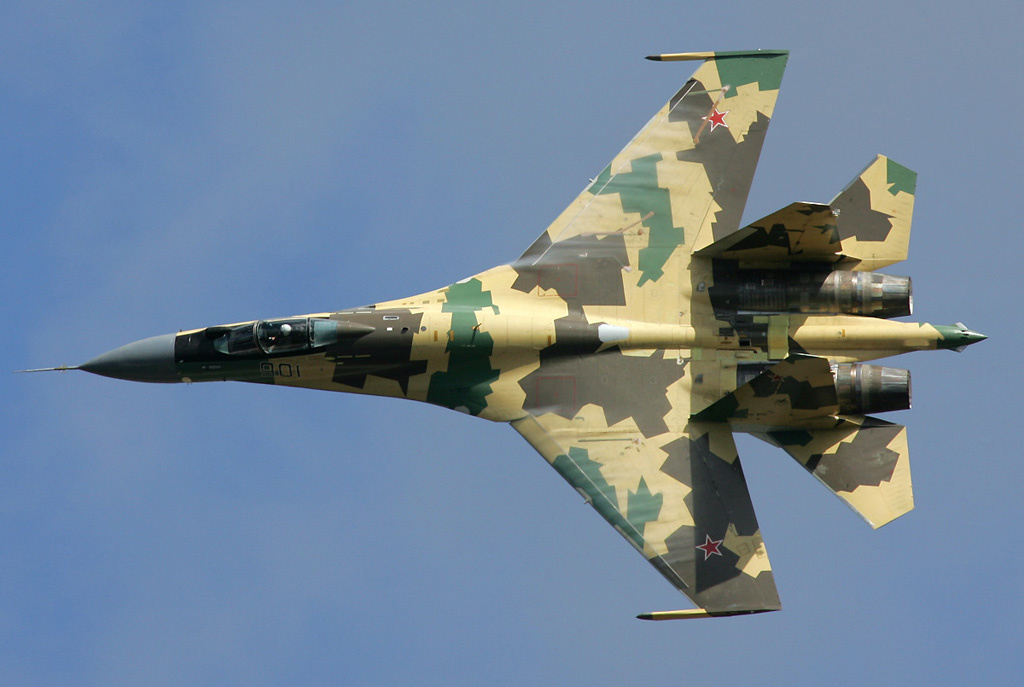
従来のSu-35（Su-27M）とは異なりカナードは装備されていない

Su-35（Su-27M） との違いの中で最も特筆すべきは、通常尾翼型の実用量産機としてはめずらしく旧Su-35のシンボルでもあったカナード翼が取り去られた点である。これは、電子装備の高性能化・軽量化にともなう重心位置の後退やAL-41F1SのTVC機能、CCV技術の向上によって十分な機動性が確保できるようになったため、ステルス性の確保の面では不利とされるカナードによって揚力発生や機体制御を補助する必要がなくなったからである。これにより、空気抵抗が減少したほか、電波吸収材料の使用なども貢献して、従来のフランカーに比べRCSが大きく低減している。また、空気力学的な改良も行われている。これには垂直尾翼の小型化、テイルコーン形状の円筒状（スティングと呼ばれる）への変更、両エンジン間の機体上面の形状変更などが含まれる。
背部のエアブレーキは廃止され、ラダーを左右に動かすことで機能を代替している。廃止したエアブレーキ部分に燃料タンクを増設しており、燃料搭載量はSu-27と比べて22%増加し、11.5トンとなっている。加えて、増槽を装備した場合は14.5トンまで搭載可能である。また、引き込み式空中給油用プローブが装備されており、必要に応じて給油を行うことで航続距離を伸ばすことができる。
チタン合金の広範な使用により、機体構造は強化されており、運用寿命はSu-27の2倍に当たる6,000時間、最初のオーバーホール時間は1,500時間に増加している。この強化により、最大離陸重量は34.5トンに増加した。前脚は機体重量・搭載量の増加に対応するため、ダブルタイヤ化されている。一方で水平尾翼に炭素繊維を用いるなど、重量を抑える努力も行われている。
整備性も改善され、部品数が少なくなったほか、自己診断装置(BIT：Built-In Test Equipment)を内蔵している。
そのほか、TA14-130-35APUの搭載により、地上車両の支援なしにエンジンの始動が可能になったことやKS-129機上酸素発生装置（OBOGS）の装備で、酸素補給が不要になったことが挙げられる。
複座型はなく訓練機としてSu-30SM、またはYak-130が用いられる。

### エンジン

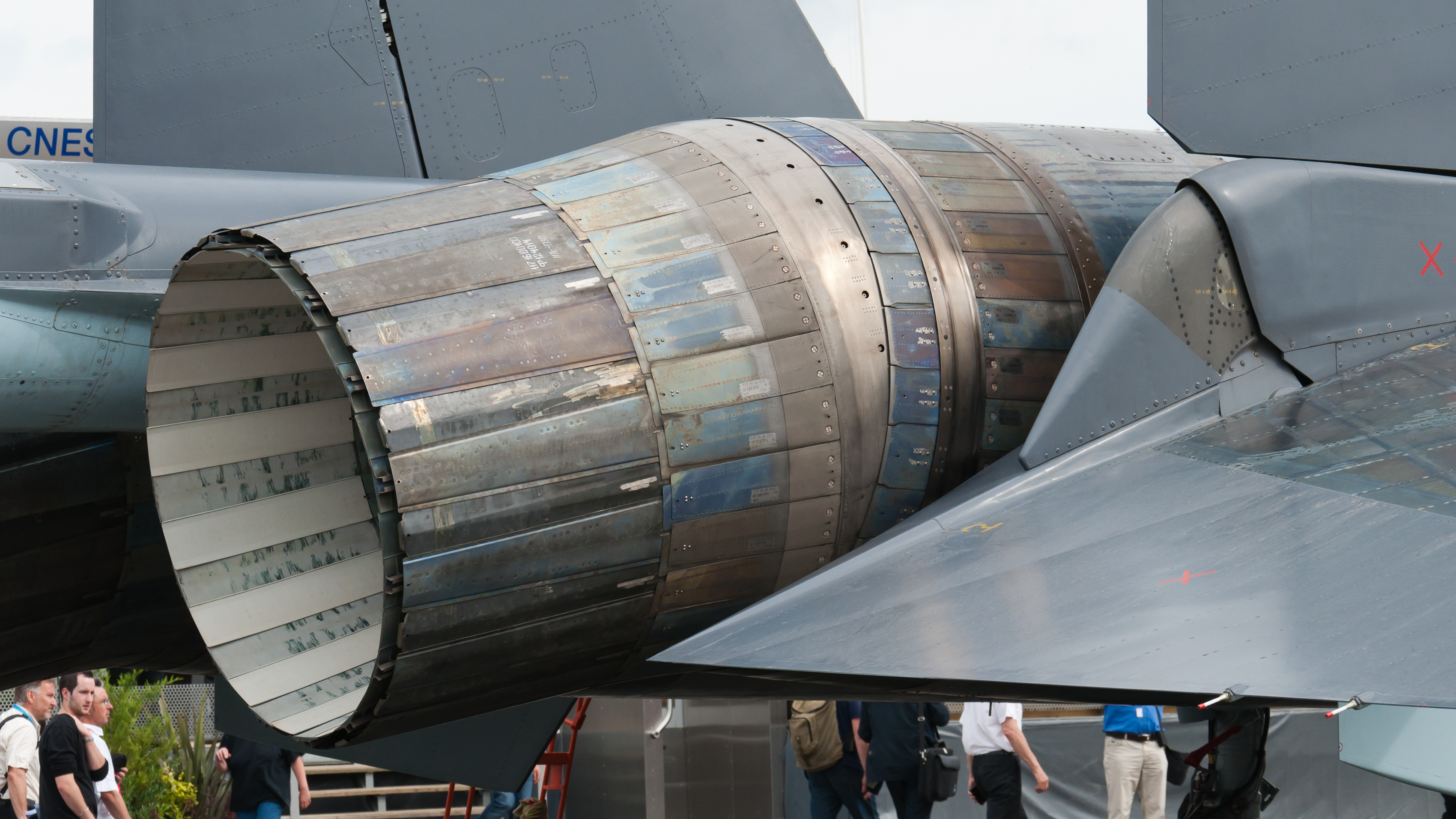
エンジンノズル

エンジンは、AL-41F1S（117S）を搭載する。この双発エンジン装備により、高度1万1000メートルという限定された状況において（アフターバーナーの使用無しで）マッハ1.1（時速1400km）での超音速巡航を維持できる。ノズルにはピッチとヨー方向に可動する2軸型の推力偏向ノズルを採用している。インレットと前段圧縮機にはRCS低減を意図して電波吸収体が適用されている。
寿命が4,000時間であり、機体の運用寿命が6,000時間に設定されているので、運用中のエンジン交換は1回で済む。

### アビオニクス
明白な外観の差異に留まらず、Su-35のアビオニクスにはロシア独自の技術が投入され、大幅に性能が向上した。
基幹となるCPUモジュールには「TSP16 module」が使用されており、「1890VM8Yaデュアルコアコプロセッサ」及び上位モデルである「1890VM9Yaデュアルコアコプロセッサ」によって動作する。
また、処理能力向上版「CPU21 module」及び上位モデルである「CPU22 module」が金属箱状の電算モジュール・ボックス「Baget-57」に合計10個（うち「CPU21 module」×2個 / 「CPU22 module」×8 個。総合演算能力2TFLOPS）組み込まれており、機体に搭載された複数のセンサーの情報を統合、パイロットに音声会話型エキスパートシステム『Rita』が最適化された情報を音声にて伝達する。

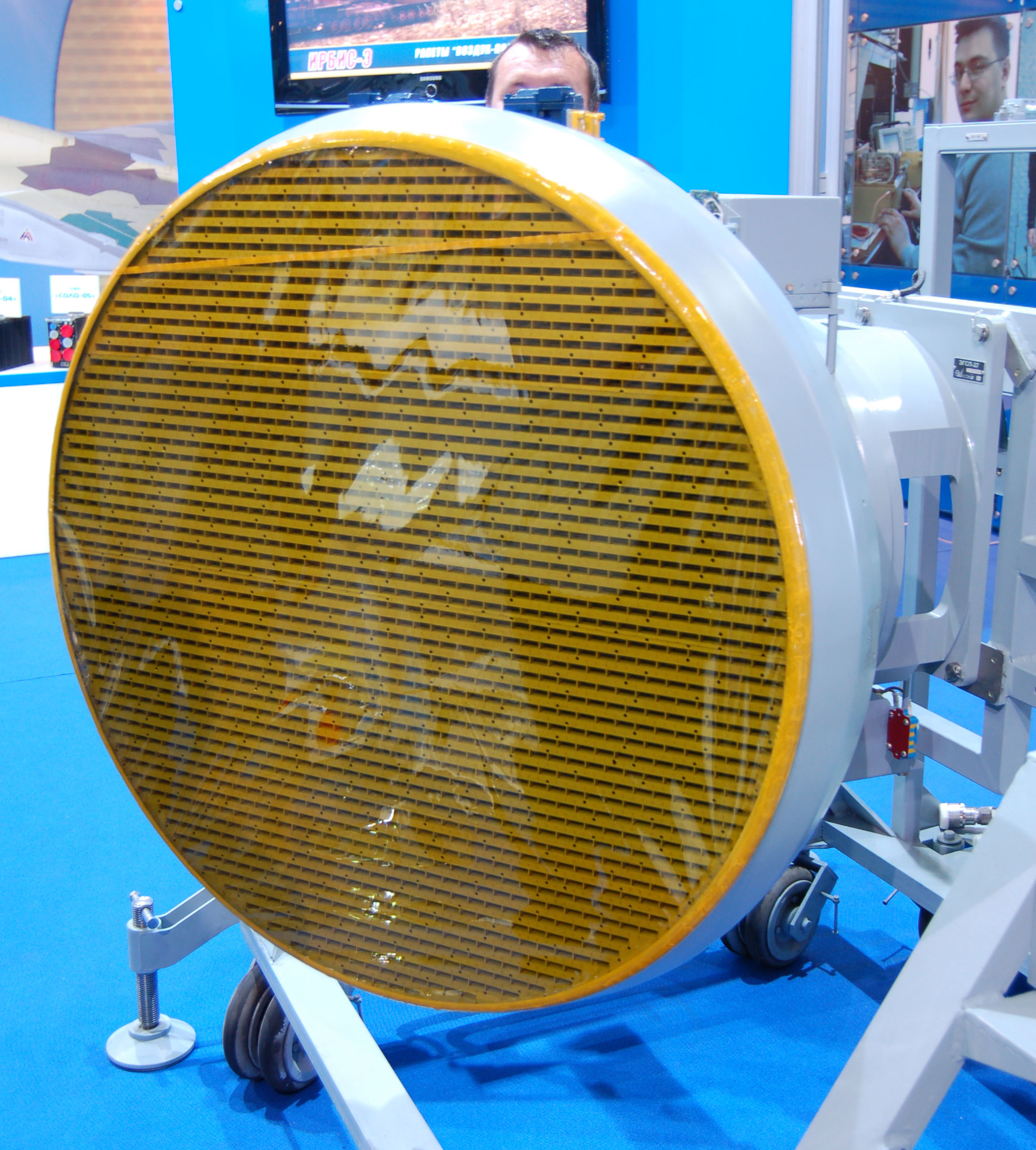
イールビス-E。2009年のMAKSにて撮影

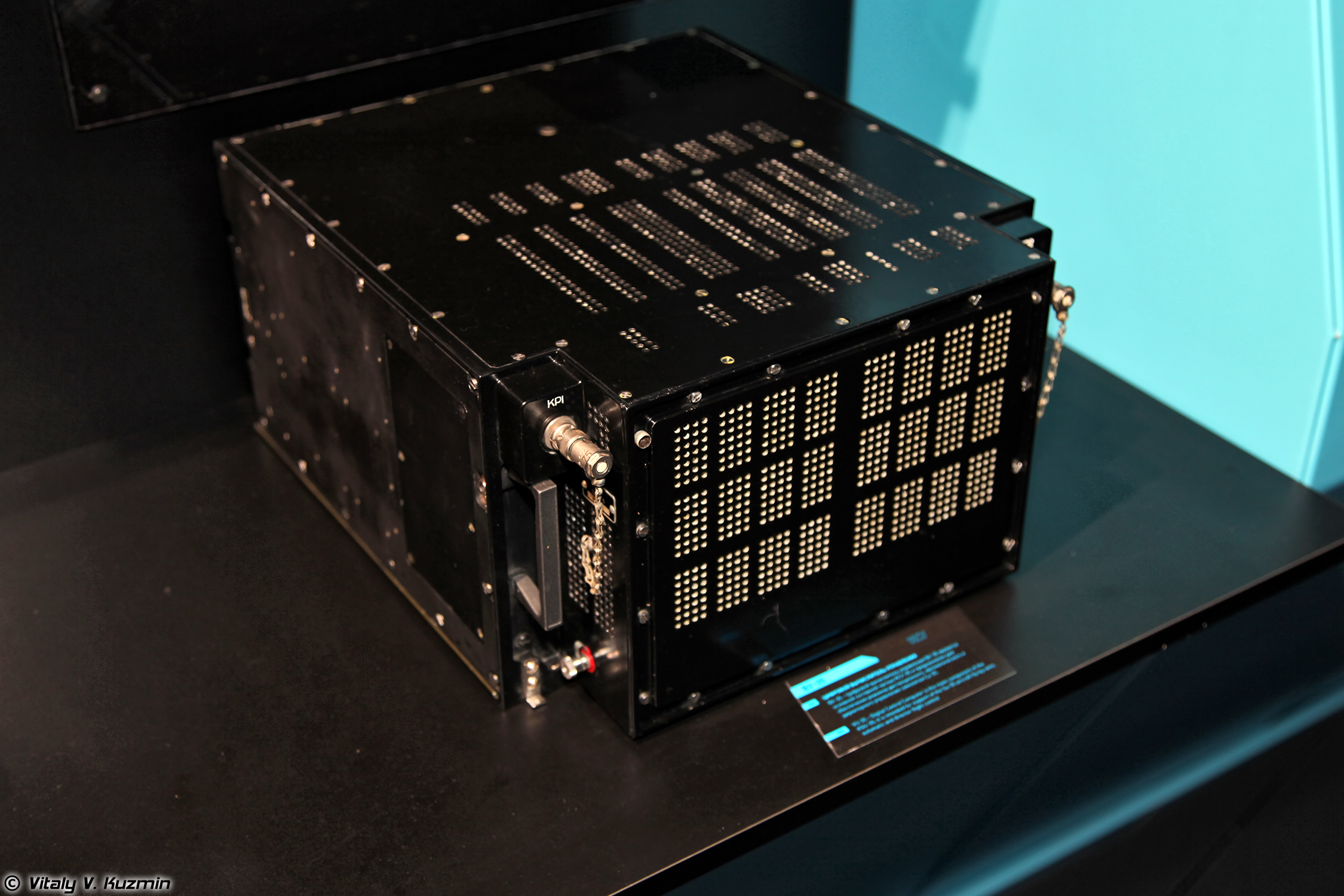
VU-35デジタル制御コンピュータ

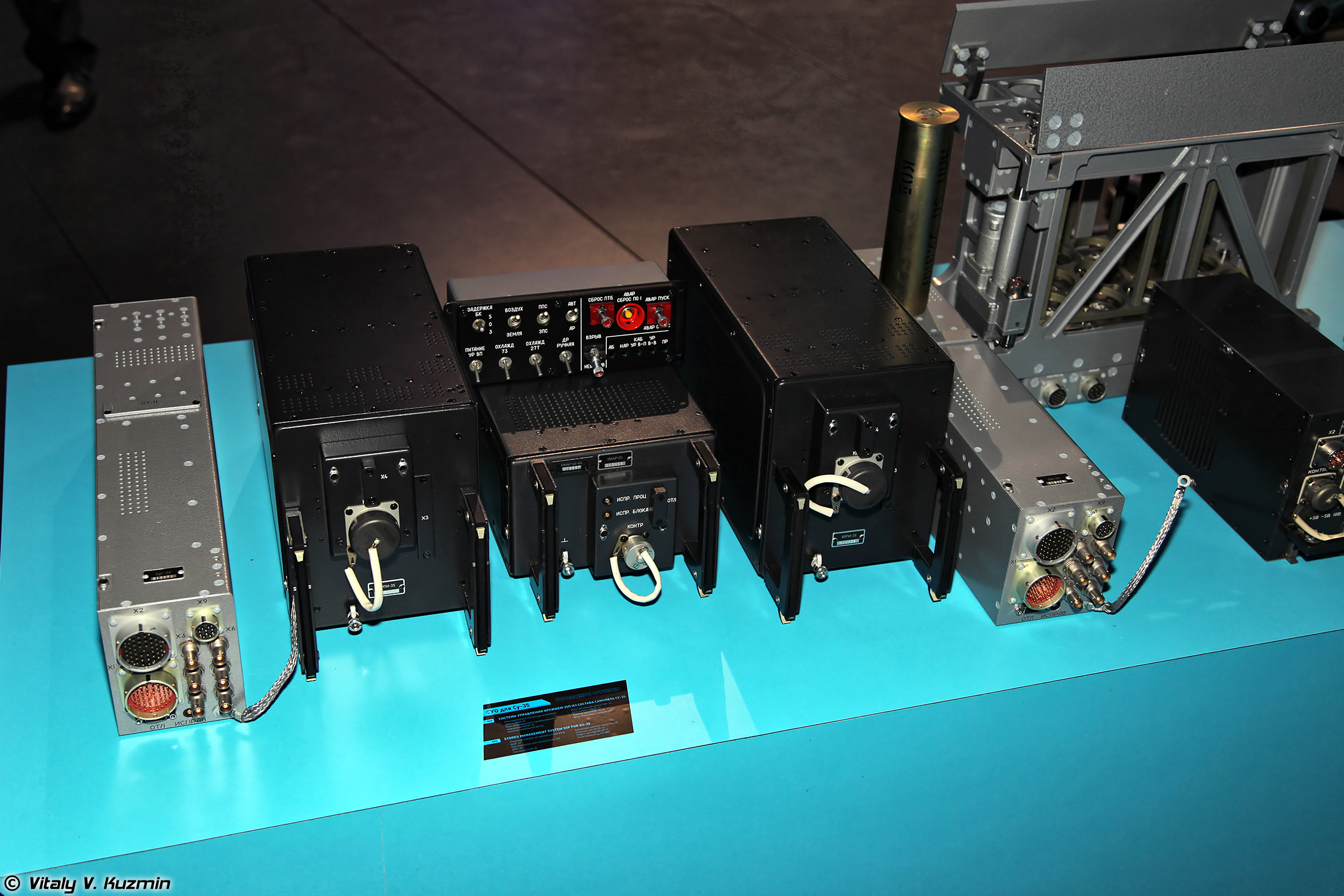
35-P武器制御装置

機首レーダーには、パッシブ・フェーズドアレイ・レーダー（PESA）N035 イールビス(Irbis）を搭載する。イールビスはSu-30MKI/MKM用に開発されたN011M バルス（Bars）を大幅に改良した、8-12GHzの周波数帯を使用するXバンド・レーダーで、1,772個の発振素子を持つ。走査範囲は上下各60度、左右各120度。左右方向に関してはレーダーのみだと各60度であるが、油圧式首振り機構を備えることにより更に60度ずつスキャン範囲を広げている。新型の電波送受信機アリーヴァの搭載、導波管を容量10kWのチェルノーク2型×2基にしたことで、平均5kW、最大20kW照準時の連続波2kW以上という高性能を発揮でき、RCSが3m2程度の標準的な目標なら400km、RCS0.01m2程度のステルス目標や巡航ミサイルも90kmから探知できる。同時交戦能力も大幅に強化されており、空中目標なら30目標同時追尾・8目標同時交戦（セミアクティブ・レーダー・ホーミングミサイル使用時は2目標まで）、地上目標なら4目標同時追尾・2目標同時交戦が可能で、これはバルスの倍の性能である。
イールビスに関しては将来的にSu-57に搭載されたSu-57のレーダーで置き換えられる可能性も指摘されている。
Su-35はコックピット前方に、OLS-35という赤外線捜索追跡（IRST）システムを搭載している。Su-27が搭載していたOLS-27の改良型で、光学TV、赤外線撮像装置、レーザー測距儀を統合している。上方55-60度、下方15度、左右45度ずつを捜索できる。探知距離は航空目標に対し、ヘッドオンで50km、追尾する状況だと90km程度で（エンジンの排気ノズルから、より多量の赤外線を放射するため）、同時に4目標を追尾できる。OLS-35はレーザー測距儀も備え、地上目標なら30km、空中目標なら20kmの距離で目標との距離評定及びレーザー誘導兵器の照準を行える。この装置は2018年9月24日に非公式のロシアの軍事パイロットがInstagramのアカウントに投稿した写真により、F-22を捕捉したと報じられている。OLS-35Mと呼ばれる改良型も開発されており、2017年より最初のバッジが供給される予定とされている。
対地攻撃時には航空機の操縦とナビゲーション能力を強化するためKOEP-35(T220/E)照準ポッドを装備する。
自己防御装置としては、機体後端や垂直尾翼、主翼前縁部に配置された6基のL-150-35アンテナから成るSPO-32"パステル"レーダー警報受信機、UV-50チャフ・フレア・ディスペンサを装備するほか、I-222 光学電子偵察システム(И-222 Система оптико-электронной разведки, СОЭР)が実装され、これはコクピットの周囲とレドームの手前に配置された6基の中波紫外線方式のミサイル警報装置(Станция обнаружения атакующих ракет, СОАР)と、2基のレーザー警報機(Станция обнаружения лазерного облучения, СОЛО)によって構成される。このシステムは携行式地対空ミサイル(MANPADS)を最大で10km、空対空ミサイルを30km、大型の地対空ミサイルを50kmで探知可能とする。IFF装置は主翼前縁部に内蔵される4283MPで、フェーズドアレイアンテナである。
自翼端のハードポイントには、R-73短距離空対空ミサイル用レールランチャー(R-72)と選択式でL265M10-02 ヒービヌィ-M ジャミングポッドを搭載できる。これはSu-34が装備しているL-175ヒービヌィの近代化型でモジュール化されている。このバージョンではセンターラインのポッドはオプションであるが装備させることにより尾部に搭載された他の機材と連帯してエスコートジャマーとすることも可能である。効果範囲は左右上下45度、4kWまでの出力で敵レーダーを妨害できる。デジタル周波数記録装置（DRFM）を搭載しており、敵レーダーの周波数を解析して同周波数の電波を発信、自機位置を欺瞞するディセプション・ジャミングも可能である。
機上通信システムとしてはポレト社が開発したS-107-1（輸出型はS-108）を搭載している。輸出型のS-108はUHFおよびHF帯域を使用するAT-Eデータ交換端末を含んでおり、これを介して350-500kmの範囲で最少25kbpsの通信速度でデータや音声を他の航空機や地上施設と共有できる。AT-EはJTIDSおよびMIDS端末に匹敵するとされ、使用するデータリンクも高いECCM性を誇っているとされる。ほかにもNKVS-27という地上の管制所を介して早期警戒機などとリンクする通信システムの機材も搭載されている。こちらはHF、VHF、UHF帯域を使用し1,000-1,500kmの範囲で音声通信などが可能。通信速度はHF帯で75、150、300、2,400bps、VHF/UHF帯で1,200、2,400、4,800、25,000bpsである。
操縦系には新型のKSU-35 3軸安定式4重デジタル・フライ・バイ・ワイヤが導入されている。
無線航法装置としてはGPS/GLONASS統合型のものが搭載される。また、衛星信号が利用できない場合のためにBINS-SP2レーザジャイロ式慣性航法装置も搭載されている。この装置は精度が以前の慣性航法システムの倍であり、他国の同様の装置のほぼ2倍である、約10,000時間の寿命を達成している。

### コックピット

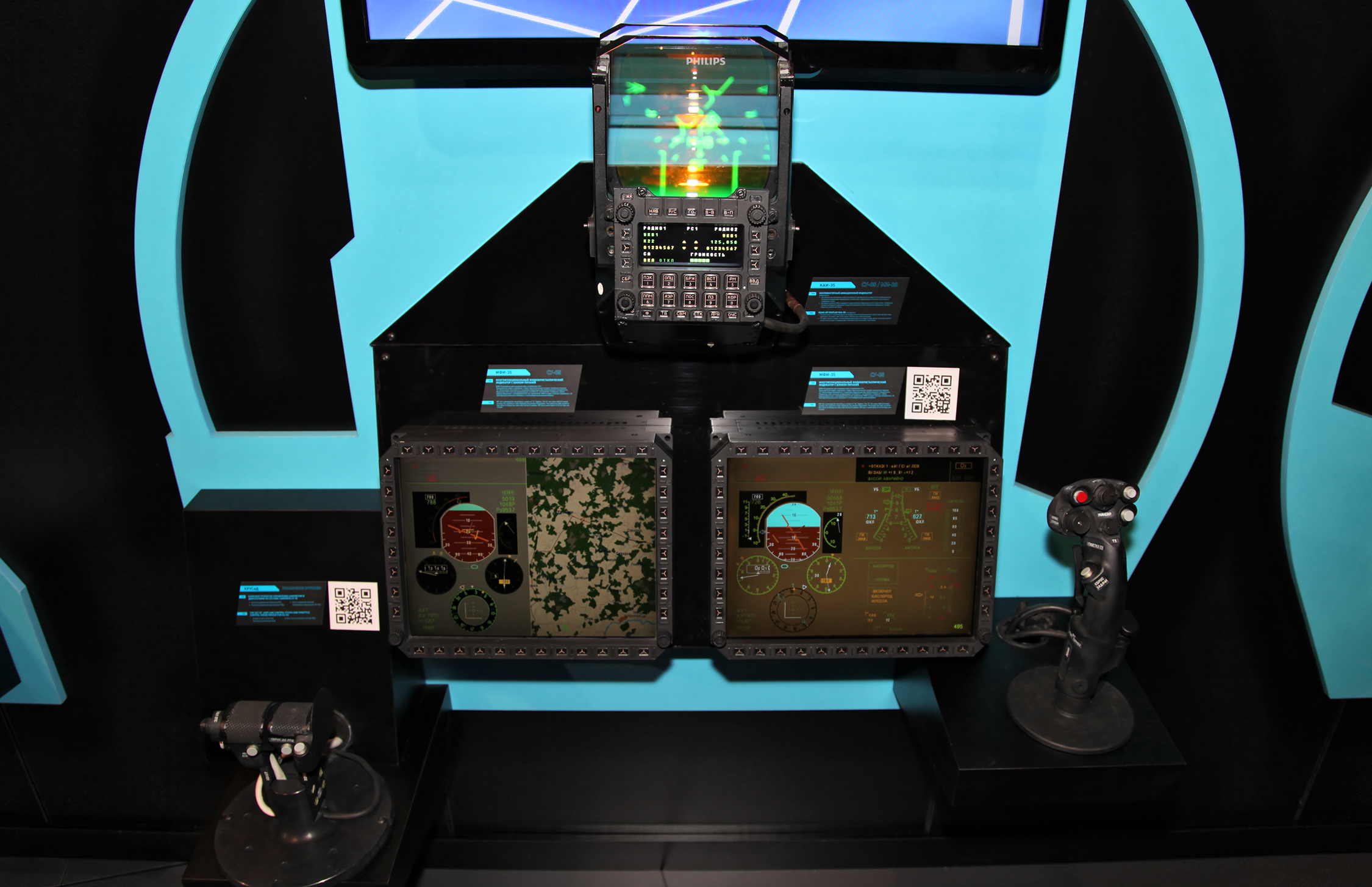
MFI-35

正面に2基の大型液晶多機能ディスプレイMFI-35（15インチ、アクティブマトリックス、1450×1050カラーピクセル、視野角：水平±60°/垂直±40°）2基、左端に1基の小型液晶ディスプレイMFPI-35（4x5インチ、アクティブマトリックス、768x1024カラーピクセル、視野角：水平±45°/垂直±30°）、右上に電子式の姿勢指示計（ADI）が備えられ完全にグラスコックピット化されている。HUDも従来より広角のIKSh-1M（コリメータ式、視野角20×30度）が搭載されている。
Su-35のディスプレイシステムはMAK-35多機能ハードウェア複合体と呼称されており、Su-35の情報管理システム（IUS）の一部となっている。MAK-35は以下の機材で構成されている。
- オンボードデジタルコンピュータ BTSVM バゲット-53-31M：2基
- 多機能ディスプレイ MFI-35：2基
- 多機能ディスプレイ MFPI-35M：1基
- コリメータヘッドアップディスプレイ KAI-35：1基(出典ではKAI-35となっているが実際はIKSh-1Mを搭載)
- 外部記憶装置 VZU-1-1：1基
- TV信号変換・スイッチングユニット BPKTS-2：1基

操縦桿、スロットルレバーにもHOTAS概念が導入され、ユーザーフレンドリーな設計となっている。また、各センサーからの情報を整理して表示するセンサーフュージョン機能も搭載されている。暗視ゴーグルやHMDの併用も可能で、ディスプレイとの互換性を有する。

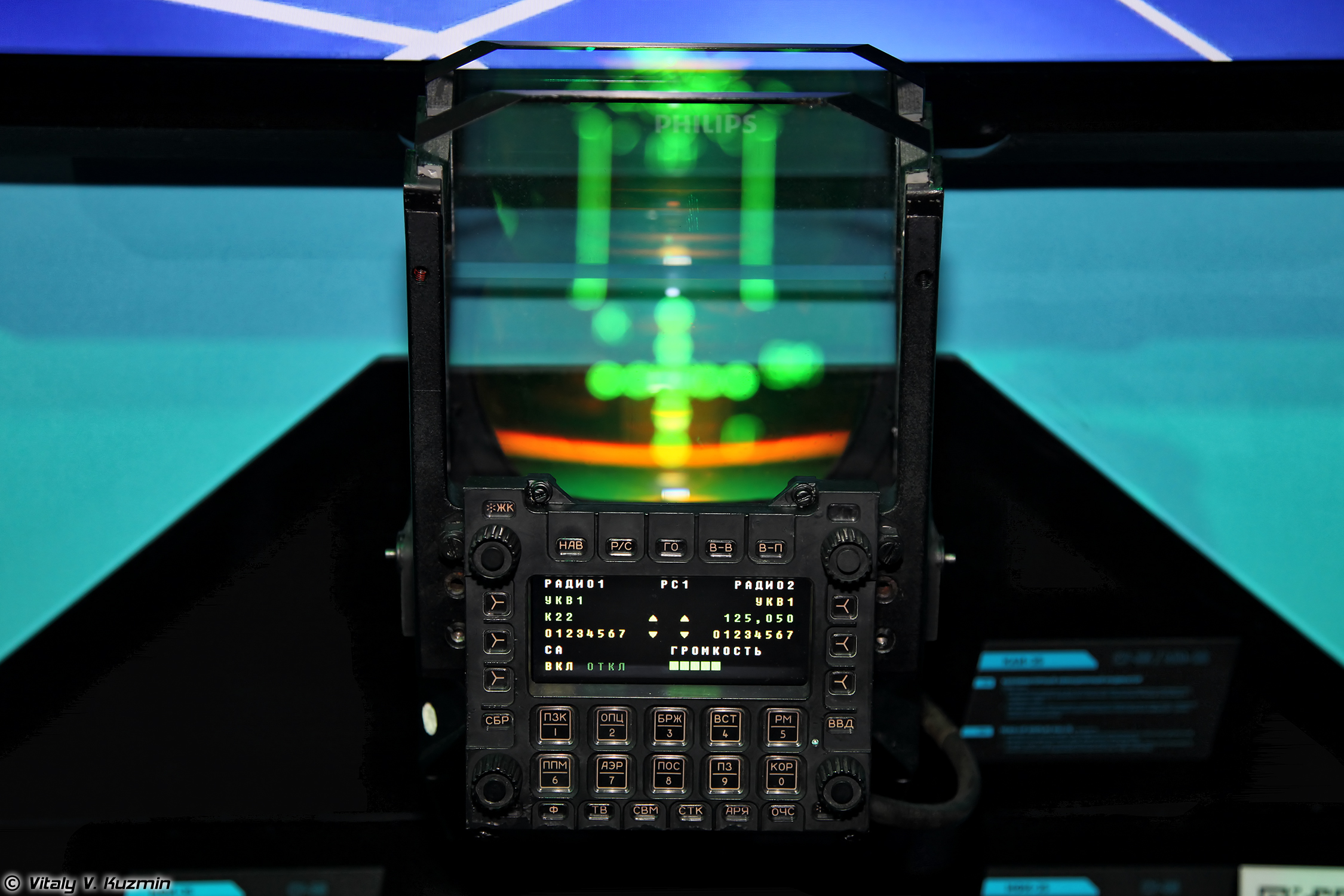
IKSh-1M
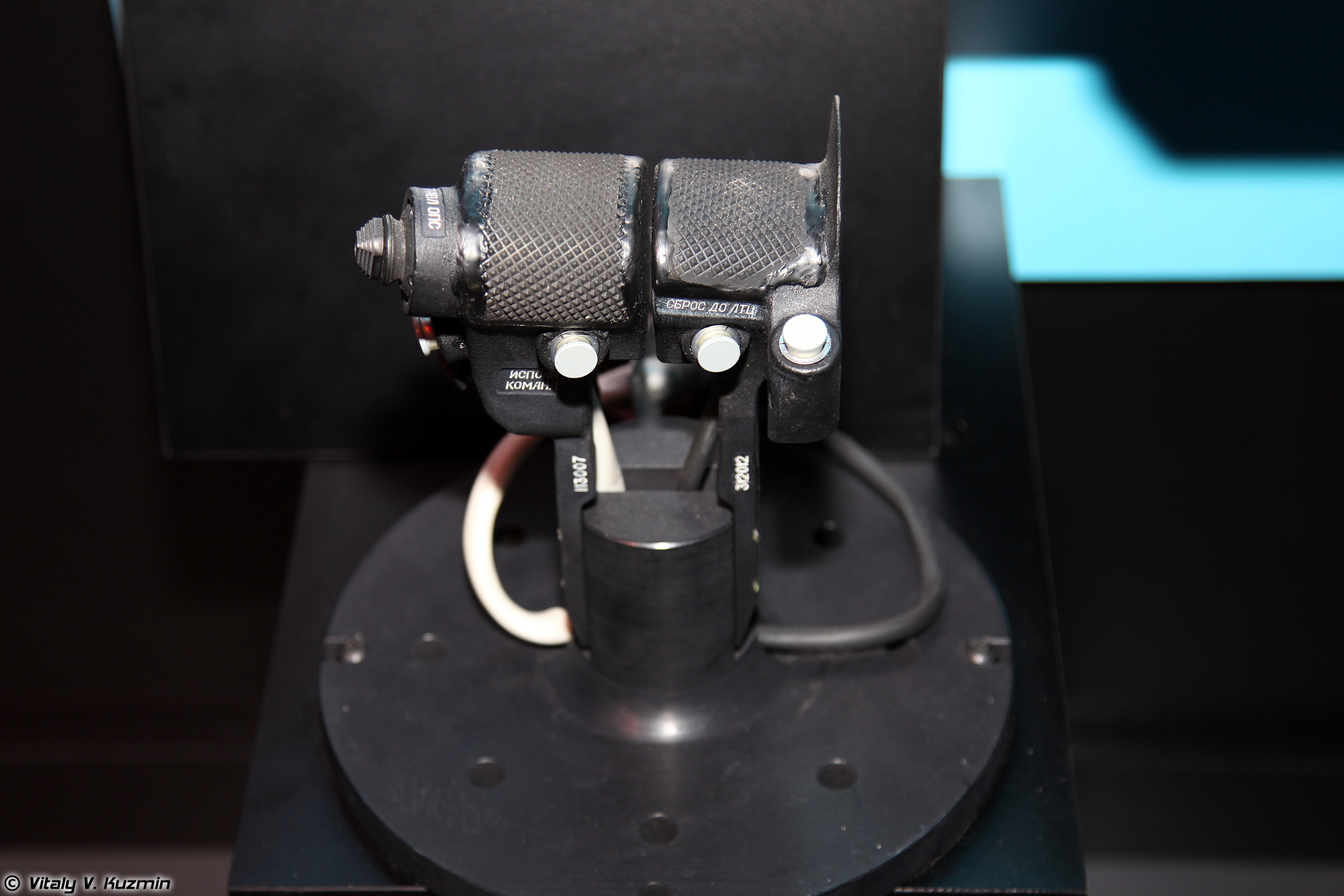
スロットルレバー
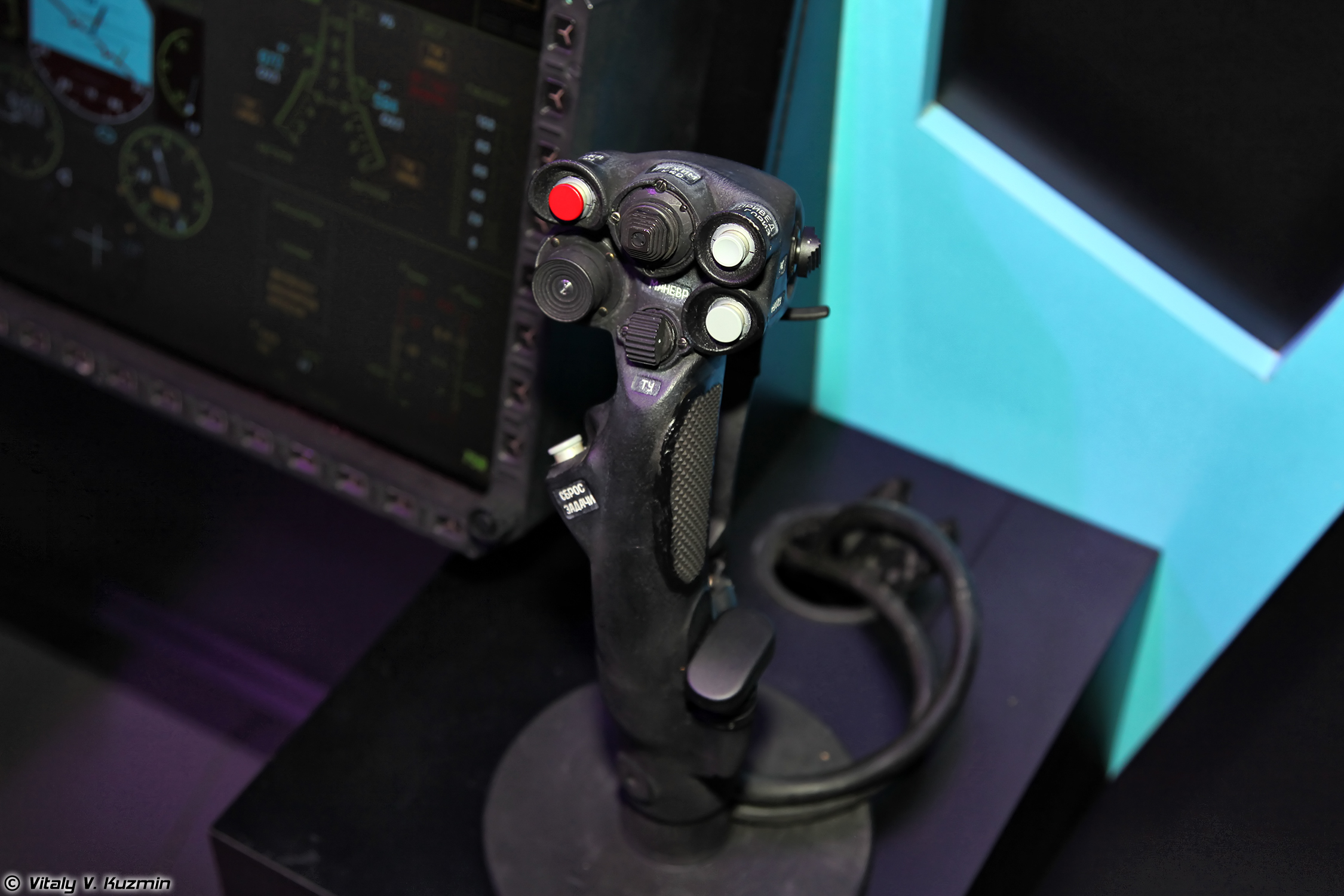
操縦桿

### 人工知能
Su-35には標的を自動で分析しパイロットに使用する装備などを自動で決定する事が可能な戦闘用人工知能システムを搭載している。

## 輸入代替問題
2015年5月2日、軍産複合体の代表は、ガゼータ・ルーの取材に対しSu-35が欧米とウクライナが行う経済制裁の影響で一部部品の輸入が途絶え、それらの輸入部品の在庫が切れた場合機体の生産が停止することを強調した。Su-35Sの生産は凍結され、空軍に配信された機体は、問題の修復が開始されるという。同時にスホーイに近い筋は、チップなどいくつかの部品の一部を交換することができないと説明した。また部品の輸入を放棄して設計する場合、金額やそれに伴う時間がかかるという。

## 各型
Su-35BM
開発時の一般的な名称。
Su-35K
輸出型。Kは商業を意味するКоммерческийの略号。
Su-35SK
量産型(輸出向け)。Sは量産を意味するСерийный、Kは商業を意味するКоммерческийの略号。
Su-35S
ロシア空軍向けの量産型。Sは量産を意味するСерийныйの略号。
Su-35NG/5世代Su-35
インドと共同で開発予定の改良型。NGとは"Next Generation" （次世代）の頭文字を表す。

## 運用

### 運用国

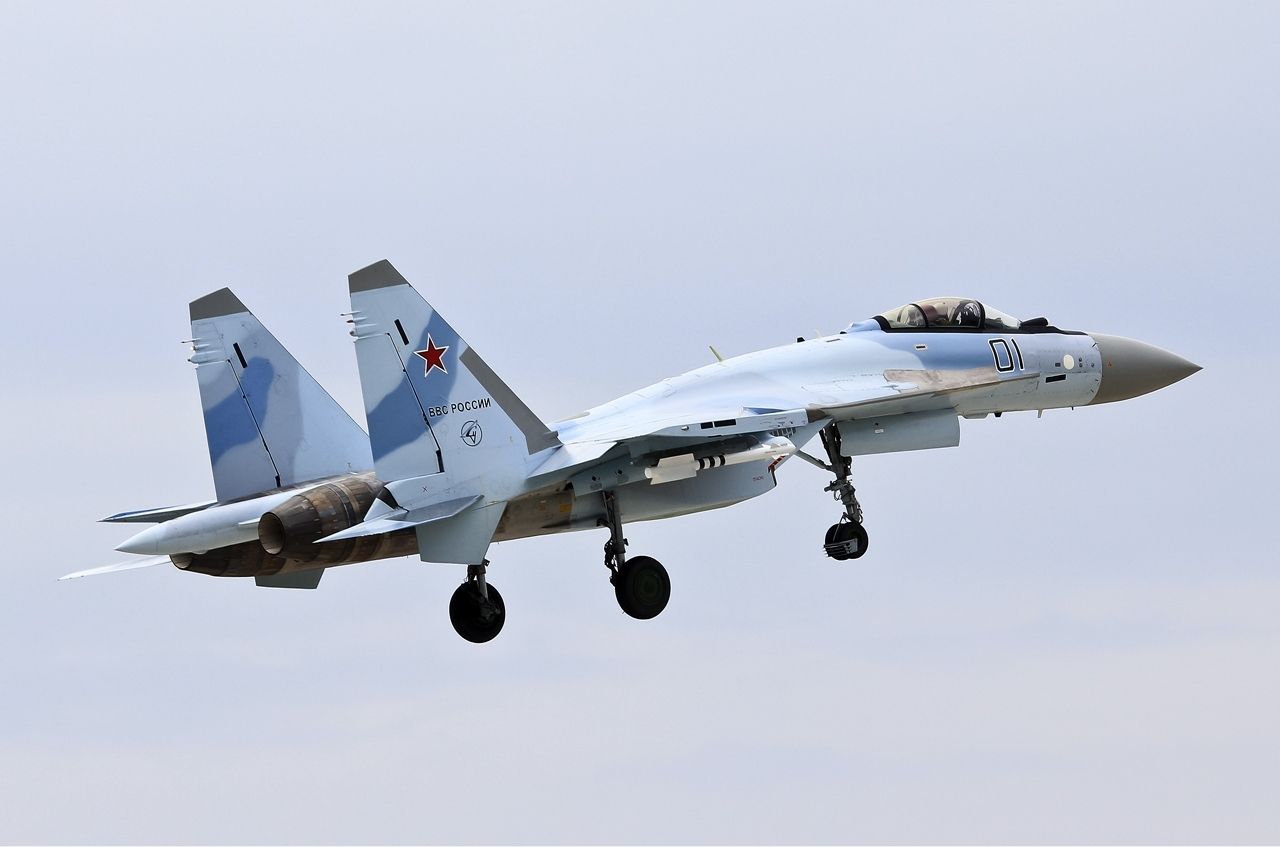
ロシア空軍最初のSu-35S

ロシア
2015年11月の時点で40機を運用中である。ロシア空軍は、48機を導入する契約をスホーイと結んでおり、2015年までに納入の予定である。
2015年12月中旬に結ばれた第2次発注においては50機が発注された。また、それ以上の機数を2020年までに揃えるとしており、最終的には150-200機の配備を望んでいる。
2016年1月にシリア内戦に介入しているロシア空軍によって4機がシリアに展開した。
2020年5月には、リビア内戦で活動する民間軍事会社へ機体が供給されていることが、アメリカアフリカ軍により確認されている。
2022年のウクライナ侵攻で、キーウの幽霊と称されるウクライナ空軍のMiG-29運用部隊によって2機が撃墜されたとしている。しかしキーウの幽霊がゲーム画像を用いたプロパガンダであることが発覚しウクライナ側がキーウの幽霊が実在しないことを認めたため、この戦果も実際には無かったと考えられる。戦争開始から2年後までにウクライナ軍の地対空ミサイルにより2機撃墜されている。
2025年ウクライナ軍によりクルスク州上空で1機撃墜される。
 中国
Su-35について中国は当初は4機の購入を要求したが、過去に少数購入したSu-27やSu-30をリバースエンジニアリングしてコピー機体を無断で自国生産した事例を危惧したロシア首脳部やスホーイ側が「最低でも48機以上」を条件とした。その後ややロシア側が譲歩したが、2015年6月時点でも24機を最低条件とした。以上の経緯から2013年に中国に輸出されるSu-35にはレーダーや慣性航法装置といった電子機器が搭載されないことをKERTのディレクターが明かしている一方で、統一航空機製造会社の社長であるミハイル・ポゴシャンは、2014年11月にSu-35をコピーする可能性は低いと発言しており、2014年11月にはスホーイ第一副局長ボリス・ブレグマンが中国に標準型のSu-35を供給する準備ができていることを明かしている。また、中国はSu-35そのものよりもSu-35が搭載するエンジンに興味があるとする報道もある。
2015年7月に中国への売却交渉が下旬までにまとまった状況を中国の大手ポータルサイト「新浪網」が報じた。その中で、中国側がリバースエンジニアリングを試みた場合には「巨額の違約金」が科せられることが契約に盛り込まれたという。また、中国側はロシアに対して、国産のデータリンクの搭載、通信システム、レーダー警報装置、電子戦システム、IFF、兵装搭載能力確保、液晶ディスプレイの表示言語の中国語への変更など数十項目に上るSu-35の改良を要求しており、ロシア側がソースコードを開示するかが焦点となっているとされる。また、一項目ごとに数百万ドルするとみられるその際の改修コスト費用の負担をどうするかが焦点になっているとされる。
2015年11月19日、24機の売却契約を結んだことが報じられた。契約額は20億ドルに及ぶとされている。契約には地上設備（NKVS-27）と予備エンジンも含まれる。納入は2016年より開始され、2018年までに計24機が納入される見込み。なお、（Su-35を生産するKnAAPO工場がある）ハバロフスク州のシュポルト知事は、中国には24機の"純粋なSu-35"が供給されると述べていることからダウングレード版ではない通常型のSu-35が供給される模様である。中国軍事関係の専門家ワシリー・カシンによれば、ロシア側は中国製コックピット装備の一部使用を認めているとされる。
2016年8月3日、ロステフは中国と契約したSu-35の納入を同社CEOがプーチン大統領に報告したと明らかとした。
2016年10月10日、中国向けSu-35のコックピット表示はロシア語のままとなることが明らかとなった。理由はキリル文字やラテン文字と異なり漢字を表記するにはパネルのサイズに問題があり、変更には更なる資金と時間が必要となったためである。なお、衛星ナビゲーション装置に関しては「北斗」が搭載される。
2016年11月1日、ロシアは中国向けSu-35に3次元デジタルマップを提供するとした。この装備により中国のパイロットは極端に低い高度で飛行できかつ正確に目標を攻撃することが可能となる。
2016年12月下旬にロシアから中国に最初の4機の引渡しが行われた事が確認された。
2018年5月11日、中国人民解放軍空軍が導入した機体がバシー海峡でH-6Kとともに初飛行をしたことが確認されている。
2018年9月、アメリカはSu-35とS-400を購入した中国共産党中央軍事委員会装備発展部に対して、ロシアなどに適用されている対敵対者制裁措置法を発動した。
2019年4月、ロシアから中国への24機の引き渡しが完了したと発表された。

### 採用検討国
アルジェリア
アルジェリア空軍が購入を希望しているとされ、試験を実施している。アルジェリア空軍のラウンデルを付けたSu-35が、2025年3月10日にアルジェリアのAin Beida空軍基地で少なくとも1機、4月2日にロシアの製造工場で少なくとも4機確認されている。
 ブラジル
ブラジル空軍が興味を示しているとされる。
 エジプト
日刊全国紙『コメルサント』が2019年に報じたところによれば2018年末、エジプト空軍は数ダースを総額20億ドル(想定)での購入契約に同意したとされたが、後に公式に否定された。2022年までに、エジプト向けだったとみられる24機以上のSu-35が製造されたが、エジプトへの納品は確認されておらず、これらの機体の一部はイラン及びアルジェリアに引き渡されたと報じられている。
 インドネシア
インドネシア空軍が保有するF-5の後継として購入する契約を2015年11月に結び、2016年2月には10機を購入する契約に同意した。
また、国内にテクニカルサービスセンターを開き、技術の伝達に当たらせたい考えである。
その後、ロシアがウクライナ情勢をめぐる欧米の経済制裁に対抗するため欧米からの農水産物の輸入を禁止したことから、インドネシア特産のコーヒー豆や茶、パーム油といった農産物との「物々交換」をすることで合意した。11機の代金計11億4千万ドルのうち半額を支払い、残り半額を農産物の現物支給で済ませる契約。2019年3月25日、インドネシア空軍向けのSu-35SKについて、2019年度内の調達・配備も可能であると発表された。しかし、2020年5月には暫定合意が破棄されたことが報じられ、2021年12月には空軍から取得計画の断念が公表された。
 インド
前述のように、Su-35の「第5世代型」を共同開発することを合意している。
 イラン
元エジプト向けに製造された機体を購入したとの報道がある。
 アラブ首長国連邦
2015年に開催されたドバイ航空ショーで興味を示したことが報じられている。
 ベネズエラ
2012年にウゴ・チャベスがSu-35の購入に興味を示していることが報じられている。
 ベトナム
Su-35の購入に興味を示しているとされている。

## 仕様 (Su-35)
- 乗員：1名
- 全長：21.9m
- 翼長：15.3m
- 全高：5.90m
- 翼面積：62.0m2
- 自重：17,500kg

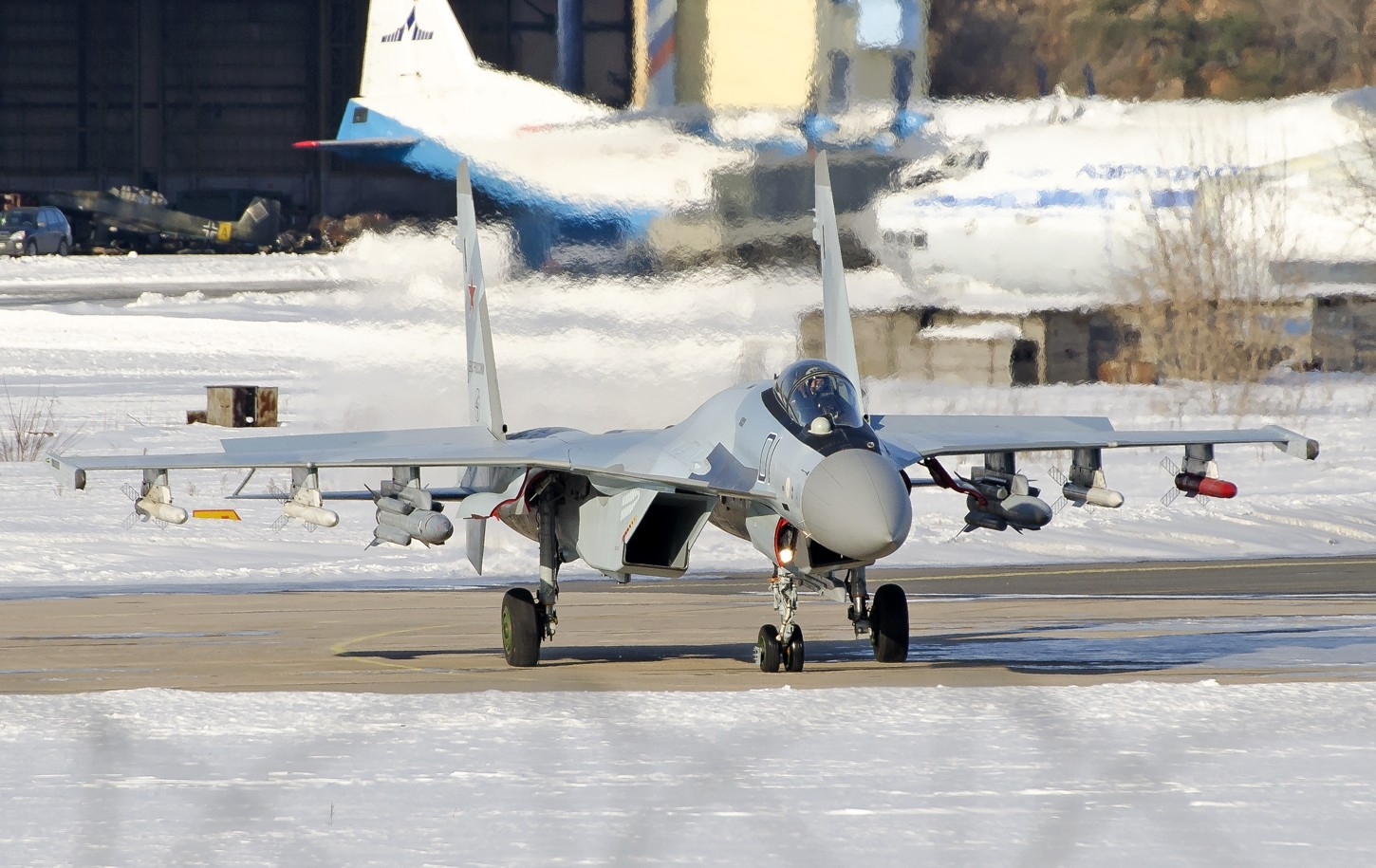
武装を搭載したSu-35

- 全備重量：25,300kg（AAM×4、空対空コンフィギュレーション）
- 最大離陸重量：34,500kg
- エンジン：リューリカ＝サトゥールン 117S ターボファン2基
  - ドライ推力：86.3 kN (19,400 lbf)
  - アフターバーナー推力：142 kN (31,900 lbf)
- 最大速度：マッハ2.25（高空）、マッハ1.25（地表付近）
- 航続距離：3,600km（高空）、1,580km（地表付近）
- 輸送距離：4,500km（ドロップタンク×2使用）
- 飛行高度：18,000m
- 上昇率：280m/s
- 翼面荷重：408kg/m2
- 推力重量比：1.14
- アビオニクス
  - レーダー：イールビス-E パッシブフェーズドアレイレーダー
  - 赤外線捜索追尾システム：OLS-35
  - レーダー警報受信機：SPO-32
- 機体寿命：6,000時間

武装
- 固定：GSh-30-1 内装30mm機関砲（携行弾数150）
- 8,000kg、12パイロンに分割して空対空ミサイルや空対地ミサイル、ロケット弾、爆弾を選択できる。

- 長距離空対空ミサイル
  - R-37M
  - KS-172（英語版）
- 中距離空対空ミサイル
  - R-27R/ER/T/ET/EP
  - R-77/-1
- 短距離空対空ミサイル
  - R-73E/M、74M
- 空対地ミサイル
  - Kh-29T/L
  - Kh-38MAE/MKE/MLE/MTE
  - Kh-59
- 対レーダーミサイル
  - Kh-31P/PM
  - Kh-58USh
- 空対艦ミサイル
  - Kh-31P/PM
  - Kh-35U

- 誘導爆弾
  - KAB-500L/KR/R/S-E（ポーランド語版）
  - KAB-1500L/KR/R/S-E
- 無誘導爆弾
  - FAB-250
  - FAB-500
  - FAB-1500
- ロケット弾
  - S-25LD
  - S-250
  - B-8（S-8無誘導ロケット弾を使用）
  - B-13（S-13無誘導ロケット弾を使用）
- その他
  - L265M10-02 ヒービヌイM ジャミング・ポッド
  - T220/E照準ポッド[106]
  - バディ給油ポッド

データの引用元：KNAAPO Su-35 page, Su-35 booklet, Su-27 books Jane's AWA

## 登場作品
ACE COMBAT7 SKIS UNKNOWN